# 和歌山県書道資料館
和歌山県書道資料館（わかやまけんしょどうしりょうかん）は和歌山県和歌山市にある資料館。

## 概要
本館は、平成4年（1992年）に和歌山県出身の書道家である天石東村の作品を中心に書道資料等も併せて所蔵する書道資料館として開館した。県営施設ではない。

## 主な収蔵品
- 天石東村書作品など

## 建築概要
- 設計 - 岡隆
- 竣工 - 1994年
- 敷地面積 - 483.6m2
- 延床面積 - 852.7m2
- 構造 - 鉄筋コンクリート造
- 規模 - 地上3階
- 所在地 - 〒640-8227 和歌山市西汀丁61

## 交通アクセス
- 和歌山バス小人町停留所下車、徒歩約1分
  - JR和歌山駅1番のりばから延時経由の和歌山バスに乗車
  - 南海和歌山市駅4番のりばから延時経由の和歌山バスに乗車